# Ogród Muzyków w Toruniu
Ogród Muzyków w Toruniu – park znajdujący się między ul. Fryderyka Chopina, Bydgoską i aleją 500-lecia w Toruniu. Park powstał na miejscu fortyfikacji Twierdzy Toruń i do dziś nosi jej ślady w postaci dawnej lokalizacji lunety VI.
W parku znajduje się muzyczny plac zabaw. W zachodnim krańcu Ogrodu znajduje się popiersie Stanisława Moniuszki, a we wschodnim drewniany obiekt ławkowy „Grzybek”, pochodzący z 1843 roku. „Grzybek” kilkakrotnie zmieniał lokalizację, przez pewien czas pełnił funkcję przystanku tramwajowego. 15 listopada 2018 roku skwerowi przy „Grzybku” nadano imię Anny i Leonarda Torwirtów. Przy krańcu parku, obok ul. Chopina mieściła się Złota Góra (niem. Goldberg) – naturalne wzniesienie wydmowe, wyrównane na pocz. XIX wieku.
W latach 2017–2018 roku Ogród Muzyków poddano renowacji. W Ogrodzie Muzyków pojawiły się płyty chodnikowe betonowe, nowa nawierzchnia z kostki bazaltowej, schody terenowe, nowe oświetlenie i elementy małej architektury. Ponadto odnowiono popiersie Stanisława Moniuszki.